# Jogo de memória

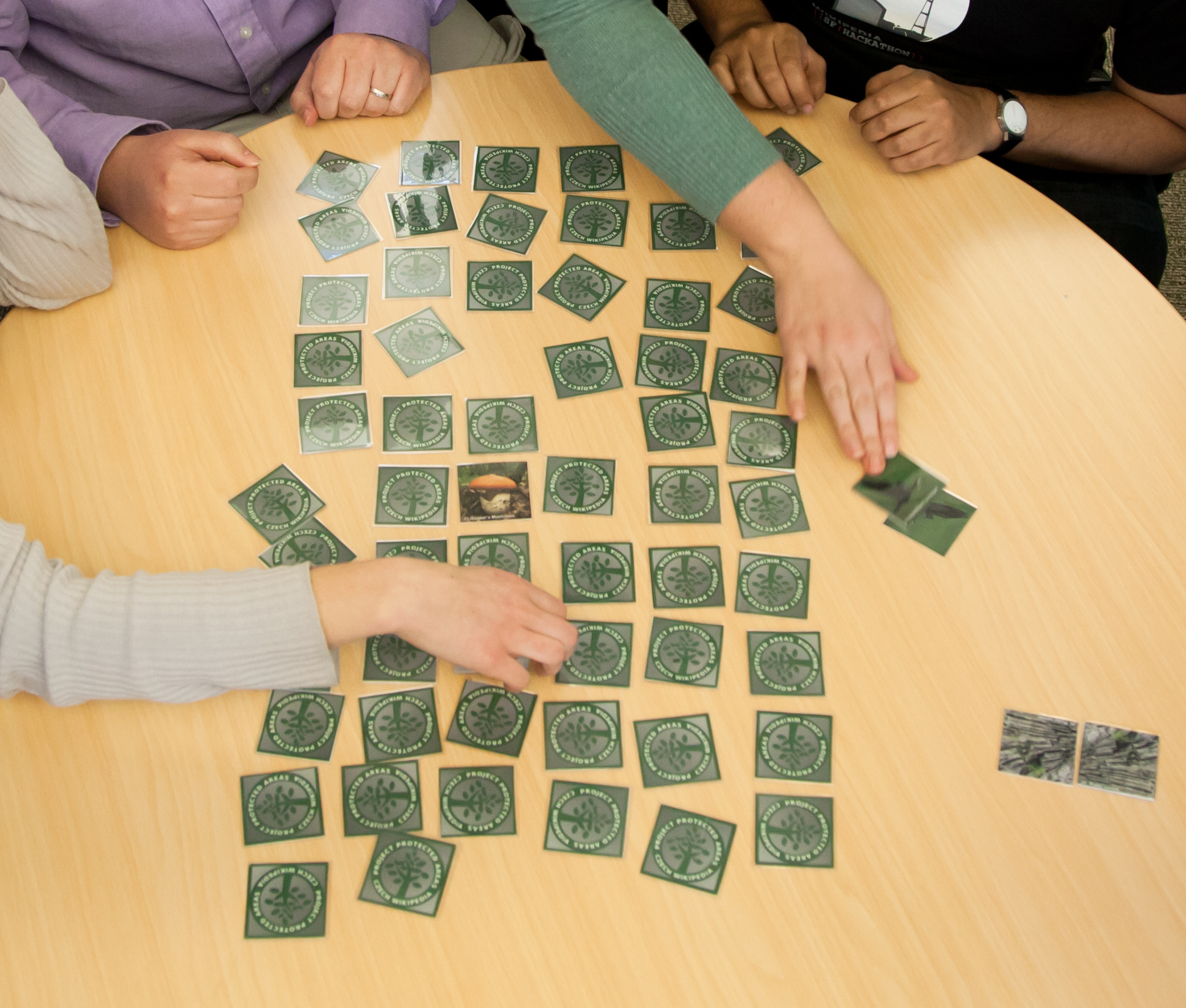
Exemplo de jogo da memória sendo jogado em cima de uma mesa

O jogo da memória é um clássico jogo formado por peças que apresentam uma figura em um dos lados. Cada figura se repete em duas peças diferentes. Para começar o jogo, as peças são postas com as figuras voltadas para baixo, para que não possam ser vistas. Cada participante deve, na sua vez,virar duas peças e deixar que todos as vejam. Caso as figuras sejam iguais, o participante deve recolher consigo esse par e jogar novamente. Se forem peças diferentes, estas devem ser viradas novamente, e sendo passada a vez ao participante seguinte. Ganha o jogo quem tiver mais pares no final.